# Aristolochia loefgrenii
Aristolochia loefgrenii là một loài thực vật có hoa trong họ Aristolochiaceae. Loài này được Hoehne mô tả khoa học đầu tiên năm 1942.